# Matadepera
Matadepera es una localidad y municipio español de la comarca del Vallés Occidental, en la provincia de Barcelona, comunidad autónoma de Cataluña. 
Situado a pie de la montaña de San Lorenzo del Munt, que tiene su punto culminante en La Mola, a 1104 metros de altura. El pueblo tiene una superficie de 24,83 km², de los cuales más de la mitad pertenecen al parque natural de San Lorenzo del Munt y del Obac. Matadepera está situada a 6 km de Tarrasa, 10 km de Sabadell y a unos 30 km de Barcelona.
En 2018 Matadepera obtenía una media de PIB per cápita en bruto de 218.788€, considerándose el más alto de España.

## Historia
Los primeros elementos documentados sobre la fundación datan del año 959, cuando se habla del "lugar de Matadepera", que pertenecía al término del castillo de Tarrasa. Medio siglo más tarde, en 1014, los condes Ramón Borrell y Ermesenda de Carcasona dotaron el monasterio benedictino de San Lorenzo del Munt con el alodio de Matadepera; más adelante pasó a ser de jurisdicción real.
La primitiva iglesia de Sant Joan de Matadepera o de Mata Xica, a la derecha de la riera de las Arenas, y un primitivo Ayuntamiento, eran el núcleo de una población de masías dispersas por todo el término municipal.
Hace falta situar a mediados del siglo XVIII (hacia 1768) el origen del que será el nuevo pueblo de Matadepera, en el paraje conocido como La Llagosta o de la Marieta, al otro lado de la riera de las Arenas.
Actualmente Matadepera se ha convertido, por su proximidad con Sabadell y Tarrasa, en un pueblo residencial, donde el sector de los servicios, comercios y construcción son las principales actividades económicas.

## Símbolos

### Escudo
El escudo de Matadepera se define por el siguiente blasón:
«Escudo embaldosado cortado: primero de gules, un agnus Dei contornado reguardando, nimbado de oro con la banderola de argén cruzada de gules y el asta cruzada de oro y al segundo de oro, 4 palos de gules. Por timbre una corona mural de pueblo.»
Fue aprobado el 28 de abril de 1991 y publicado en el DOGC el 10 de mayo de ese mismo año.
El cordero de Dios, o Agnus Dei, es el atributo de San Juan Bautista, patrón del pueblo. Los cuatro palos del escudo de Cataluña recuerdan la jurisdicción real sobre la localidad.

### Bandera
La bandera de Matadepera es apaisada, de proporciones dos de alto por tres de largo, roja con tres cruces llenas sobrepuestas, blanca, roja y blanca, de brazos respectivamente, 4/12, 3/12 y 2/12 de la altura del paño.
Fue publicada en el DOGC el 13 de julio de 1992.

## Geografía humana

### Demografía
Cuenta con una población de 9815 habitantes (INE 2024).
| Gráfica de evolución demográfica de Matadepera entre 1842 y 2021 |
| |
| En este censo se denominaba Mata de Pera y La Barata: 1842 Población de derecho según los censos de población del INE Población de hecho según los censos de población del INE. |

## Administración y política
| Periodo   | Nombre                                                            | Partido              |
| --------- | ----------------------------------------------------------------- | -------------------- |
| 1979-1983 | Víctor Peiró                                                      | CiU                  |
| 1983-1987 | Víctor Peiró                                                      | CiU                  |
| 1987-1991 | Víctor Peiró                                                      | CiU                  |
| 1991-1995 | Estanislau Simon Flores                                           | CiU                  |
| 1995-1999 | Lluís Iribarren Junyent                                           | CiU                  |
| 1999-2003 | Jaume Riera Pascual                                               | CiU                  |
| 2003-2007 | Jordi Gregori Miralles (2003-2005) Jordi Comas Rovira (2005-2007) | PAM ERC              |
| 2007-2011 | Mireia Solsona Garriga                                            | CiU                  |
| 2011-2015 | Mireia Solsona Garriga                                            | CiU                  |
| 2015-2019 | Mireia Solsona Garriga                                            | CiU                  |
| 2019-2023 | Nil López Crespo                                                  | Junts per Matadepera |
| 2023-act. | Guillem Montagut Marquès                                          | SOM-HI Matadepera    |

## Ciudades hermanadas
- Mariapfarr (Austria), desde el año 1984.
- Lincoln (Massachusetts, Estados Unidos), desde el año 1989.